# Medical Center (metropolitana di Washington)
Medical Center è una stazione della metropolitana di Washington, situata sulla linea rossa. Si trova a Bethesda, sulla Maryland Route 355, e serve il National Institutes of Health e il Bethesda Naval Hospital.
È stata inaugurata il 25 agosto 1984, contestualmente all'apertura del tratto tra le stazioni di Van Ness-UDC e di Grosvenor.
La stazione è servita da autobus del sistema Metrobus (gestito dalla WMATA), del sistema Ride On e da navette verso il campus del National Institutes of Health e il Bethesda Naval Hospital.